# The Pictish Trail
Pour les articles homonymes, voir Picte (homonymie).
The Pictish Trail est un projet musical écossais mené par Johnny Lynch. Le groupe a sorti son premier album, Secret Soundz Vol. 1, le 8 décembre 2008 sur le label indépendant Fence Records (en).